# Бозбаш
Бозба́ш (азерб. bozbaş — «серая голова», арм. բոզբաշ, груз. ბოზბაში) — блюдо, распространённое на Кавказе в виде заправочного супа на основе бульона из баранины. От других заправочных супов отличается обязательными ингредиентами в виде нута (он же турецкий горох, бараний горох, нохут, нат) и каштанов (последние допускается заменять картофелем). Характерной особенностью приготовления бозбаша является дополнительное обжаривание уже отваренной и промытой баранины.
Набор же овощей может быть различным, в зависимости от региона и времени года.
Наряду с основными овощами и луком в бозбаш могут входить морковь, репа, сладкий перец, кабачки, яблоки, кислые сливы или алыча, томаты, стручки фасоли, баклажаны и сухофрукты.
В качестве приправ применяются, наряду с обыкновенными, базилик, эстрагон, мята перечная, шафран.
В Азербайджане существуют такие разновидности бозбаша, как кюфта-бозбаш (с фрикадельками из молотой баранины) и парча-бозбаш (с большими кусками из мяса ягненка). Также в азербайджанской кухне существует особая разновидность бозбаша, которая отличается от традиционного тем, что вместо баранины используется рыба — балык-бозбаш.
В армянской кухне различают несколько видов бозбаша: «бозбаш зимний», «бозбаш летний», «бозбаш Эчмиадзинский», «бозбаш Сисианский», «бозбаш Ереванский», «бозбаш сборный», «бозбаш Шушинский», «бозбаш обыкновенный», а также «кюфта-бозбаш» (арганак).

## Происхождение блюда и названия
Энциклопедия Ираника описывает бозбаш как азербайджанское название иранского блюда абгусте-себзи, объясняя этимологию названия блюда тюркским происхождением корня слова, «боз» — «светло серый» (азерб. boz), «баш» — «голова» (азерб. baş), что предположительно характеризует преимущественно серый цвет блюда. Впервые название блюда упоминается в конце XIX века у Мирза Али-Акбар Хан Ашбази, придворного повара персидских шахов из династии Каджар.
Автор книг по кулинарии и истории национальных блюд В. В. Похлёбкин называет бозбаш наиболее распространенным армянским мясным супом, а кюфту-бозбаш относит к азербайджанским первым блюдам наряду с пити и довгой.